# Рим аль-Али
Принцесса Рим аль-Али (урождённая Рим Брахими; араб. ريم الإبراهيمي‎, англ. Princess Rym al-Ali; род. 1969) — жена иорданского принца Али бин аль-Хусейна. 
Основательница Jordan Media Institute. Член Совета уполномоченных Королевской кинокомиссии Иордании (с июля 2005 года). Президент Амманского международного кинофестиваля «AIFF» Awal Film (с 2017 года).

## Биография
Её отец — Лахдара Брахими алжирец, мать Мила Бачич — наполовину хорватка, наполовину армянка.
Получила степень магистра философии и политологии Института политических исследований в Париже, затем окончила Школу журналистики Колумбийского университета.
В ноябре 2013 года принцесса Рим Али получила степень доктора философии в Университете Ковентри (Англия) за вклад в область журналистики и СМИ, а также за основание Иорданского института СМИ (Jordan Media Institute).
До того, как выйти замуж за принца Али бин аль-Хусейна, она много работала на международные телерадиовещательные компании, включая CNN, где она начала работать продюсером в 1998 году, а затем работала корреспондентом в Багдаде с 2001 по 2004 год.

## Награды
- премия выпускников Школы журналистики Колумбийского университета в апреле 2011 года;
- июль 2011 года — награда «Лучший международный журналист» на 32-й церемонии вручения международных журналистских премий Искьи, одной из самых известных журналистских наград в Италии;
- сентябрь 2011 года — награда французского кавалера Почётного легиона;
- октябрь 2012 года — награда за выдающиеся достижения в области СМИ от Глобального форума мыслителей;
- ноябрь 2017 года — премия America Abroad Media за её значительную роль в СМИ на 5-й ежегодной церемонии вручения премии «Сила кино» в Вашингтоне, округ Колумбия;
- апрель 2018 года — президент Португалии Марсело Ребелу де Соуза вручил принцессе Рим Али награду — орден принца Генриха Мореплавателя за её усилия в области культуры и межкультурного обмена;
- сентябрь 2021 года — Фонд Анны Линд объявил о решении назначить принцессу Рим аль-Али президентом фонда, сменив на этом посту французского политика Элизабет Гигу[2].